# Ołeksandr Zubariew
Ołeksandr Zubariew, ukr. Олександр Зубарєв (ur. 17 grudnia 1979) – ukraiński szachista, arcymistrz od 2002 roku.

## Kariera szachowa
W 1997 reprezentował Ukrainę na mistrzostwach świata juniorów do 18 lat, rozegranych w Erywaniu. W 1998 osiągnął jeden z największych sukcesów w karierze, dzieląc w Doniecku II m. (za Rusłanem Ponomariowem, wspólnie z Aleksandrem Oniszczukiem, Igorem Nowikowem i Ołeksandrem Sznajderem) w turnieju strefowym i zdobywając awans do rozegranego w 1999 w Las Vegas pucharowego turnieju o mistrzostwo świata (w I rundzie tych zawodów przegrał z Hannesem Stefánssonem i odpadł z dalszej rywalizacji). W 1999 zdobył tytuł wicemistrza Ukrainy juniorów do 20 lat, natomiast w 2000 zdobył w Warnie srebrny medal akademickich mistrzostw świata. W 2001 zwyciężył (wspólnie z Serhijem Fedorczukiem) w Ałuszcie, w 2002 triumfował w otwartym turnieju memoriału Akiby Rubinsteina w Polanicy-Zdroju, w 2003 podzielił I m. w Krakowie (turniej Cracovia 2002/03, wspólnie z m.in. Krzysztofem Jakubowskim i Andrijem Zontachem), natomiast w 2004 zwyciężył w Sierpuchowie. W 2006 podzielił I m. (wspólnie z Michaiłem Brodskim, Michaiłem Gołubiewem, Ołeksandrem Zubowem i Spartakiem Wysoczynem) w rozegranym w Odessie memoriale Jefima Gellera oraz zwyciężył w Charkowie, natomiast w 2008 dwukrotnie zajął I m. w turniejach open w Porto Karas i Mitylenie. W 2010 zwyciężył w Ambès i Zaporożu oraz podzielił I m. (wspólnie z Dmitrijem Swietuszkinem i Jurijem Kryworuczką) w Paleochorze.
Najwyższy wynik rankingowy w dotychczasowej karierze osiągnął 1 września 2011; mając 2608 punktów, zajął wówczas 16. miejsce wśród szachistów ukraińskich.